# Ключ продукту

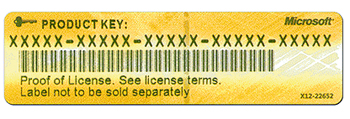
Ключ продукту програмного забезпечення компанії Microsoft

Ключ продукту, також відомий як ключ програмного забезпечення — це спеціальне програмне забезпечення на основі ключа для комп'ютерної програми.
Ключ підтверджує, що копія програми є оригінальною. Активація іноді відбувається в автономному режимі шляхом введення ключа, або онлайн за допомогою програмного забезпечення, як у Windows 8.1. Онлайн активації запобігають використовуванню одного ключа декількома користувачами. Не кожне програмне забезпечення має ключ продукту, тому що деякі автори можуть використовувати інший метод, щоб захистити свої авторські права, або в деяких випадках, таких як безкоштовне або програмного забезпечення з відкритим вихідним кодом, захист авторських прав не використовується.
Комп'ютерні ігри використовують ключі продукту, щоб переконатися, що гра не була скопійована без дозволу. Також, не можна грати онлайн, використовуючи два однакових ключа продукту одночасно.
Ключі продукту складаються з ряду цифр і/або букв. Ця послідовність, як правило, вводиться користувачем під час установки програмного забезпечення, а потім передається в функцію перевірки в програмі. Ця функція ставить у відповідність ключовій послідовності деяке значення, отримане після виконання математичного алгоритму, і зіставляє результат з набором дозволених рішень.

## Ефективність
Стандартна генерація ключів, де ключі продукту генеруються математично, не є досить ефективною в запобіганні порушення авторських прав на програмне забезпечення, тому що ці ключі можуть бути розповсюджені. Загальна ефективність ключів продукту в забезпеченні дотримання авторських прав на програмне забезпечення вимагає подальшого вивчення. Крім того, з поліпшенням зв'язку через розвиток Інтернету, більш складні атаки на ключі, такі як зломи (англ. «crack»), які усувають необхідність ключа, і ключ генератори стали звичайним явищем.
Через це видавці програмного забезпечення все частіше звертаються до альтернативних методів перевірки того, що ключі є дійсними. Один з методів, перевірки продукції, генерувати ключ продукту, використовуючи унікальну особливість комп'ютерного обладнання покупця (наприклад, його MAC-адресу), яка не може так легко дублюватися, так як це залежить від апаратного забезпечення користувача. Інші методи можуть вимагати періодичної перевірки ключа CD на інтернет-сервері (для онлайн ігор, це робиться щоразу, коли користувач підключається до сервера). Перевірка може бути виконана на стороні сервера, уникаючи зломів та фальсифікації з ключем (коли перевірка виконується на стороні клієнта). Сервер також може тримати чорний список всіх CD ключів, які розпізнаються як недійсні або які явно були заборонені, і відмовляти їм у доступі.

## Полеміка
Деякі з найбільш ефективних ключових захистів компакт-дисків є дуже спірними, через незручності, суворі покарання, а в деяких випадках, помилкові спрацьовування. Захист ключа CD можна було порівняти з технологією Digital Rights Management, в тому, що він використовує безкомпромісні цифрові процедури для забезпечення дотримання умов ліцензійної угоди.

### Незручність
Ключі продукту досить незручні для користувачів. Мало того, що вони повинні бути введені, коли встановлена програма, але користувач також повинен турбуватися про те, щоб не втратити їх. Втрата ключа продукту зазвичай означає, що програмне забезпечення не використовується і може бути вилучене.
Бувають випадки, коли продукт поставляється з відсутнім або недійсним ключем, тоді і сам CD не може бути використаним. Наприклад, всі копії Splinter Cell: Pandora Tomorrow спочатку були відправлені до Австралії без ключів CD.

### Правозастосування та покарання
Є багато випадків постійних заборон, які застосовуються компаніями при виявленні порушень використання. Вони є спільними для онлайн-систем, які негайного додають CD ключ до чорного списку, коли виявлені зломи або інші способи обійти захист. Це призводить до постійних заборон. Гравці, які хочуть продовжити використання програмного забезпечення повинні знову купувати його. Це неминуче призвело до критики способу постійних заборон.
Особливо суперечливою є ситуація, яка виникає, коли ключі декількох продуктів пов'язані один з одним. Якщо продукти мають залежності від інших продуктів (як це може бути у випадку з доповненнями), компанії часто заборонять всі пов'язані продукти. Наприклад, якщо підроблений ключ CD використовується з пакетом розширення, сервер може заборонити законні ключі CD з оригінальної гри. Аналогічним чином всі продукти, придбані користувачем, пов'язані з одним обліковим запис. Якщо цей обліковий запис заблокований, кожен продукт буде заборонений для гри онлайн.
Це «мульти-бан» є досить спірним, оскільки він закриває доступ користувачам до продуктів, які вони законно придбали і використовували.

### Помилкові спрацьовування
Сервера використовують «бани» одразу після виявлення зломів або читів (англ. «cheats»), як правило, без втручання людини. Іноді, легальні користувачі помилково вважаються порушниками ліцензії, і їх блокують. В багатьох випадках помилкових спрацювань, іноді вони є виправданими (як це сталося з World of Warcraft.) Однак, окремим випадкам можна не надавати значення.
Поширеною причиною помилкових спрацьовувань (як у випадку з World of Warcraft) є непідтримувані користувачами платформи. Наприклад, користувачі Linux можуть запускати Windows-додатки через прошарки сумісності, так само як у Wine і Cedega. Таке поєднання програмного забезпечення інколи запускає ігровий сервер програмного забезпечення антишахрайства, в результаті чого заборона (англ. «ban») завдяки Wine або Cedega стає рівнем сумісності Windows API для Linux, тому воно вважається третьою стороною (шахрайством) програмного забезпечення для ігрового сервера.

### Ключі відновлення
Програма відновлення ключів — це програма, яка призначена для читання і розшифровки і/або затемнення ключа до його первісного стану. Коли ключ повертається в початковий стан, він може бути використаний для повторного встановлення відповідного йому програмного забезпечення.